# Dasyhelea longicoma
Dasyhelea longicoma är en tvåvingeart som beskrevs av Jean-Jacques Kieffer 1924. Dasyhelea longicoma ingår i släktet Dasyhelea och familjen svidknott. Inga underarter finns listade i Catalogue of Life.